# Saint-Clar-de-Rivière
 Saint-Clar-de-Rivière  es una población y comuna francesa, en la región de Mediodía-Pirineos, departamento de Alto Garona, en el distrito de Muret y cantón de Muret.

## Demografía
| 316 | 350 | 503 | 585 | 743 | 872 |
| Para los censos de 1962 a 1999 la población legal corresponde a la población sin duplicidades (Fuente: INSEE [Consultar]) |     |     |     |     |     |